# Hudson’s Bay
Hudson’s Bay (franz. La Baie d’Hudson) war eine kanadische Handelskette mit 90 Kaufhäusern in sieben Provinzen Kanadas und eine der Hauptmarken der Hudson’s Bay Company (HBC). Von 1965 bis 2013 firmierte die Handelskette unter dem Namen The Bay (franz. La Baie).

## Geschichte

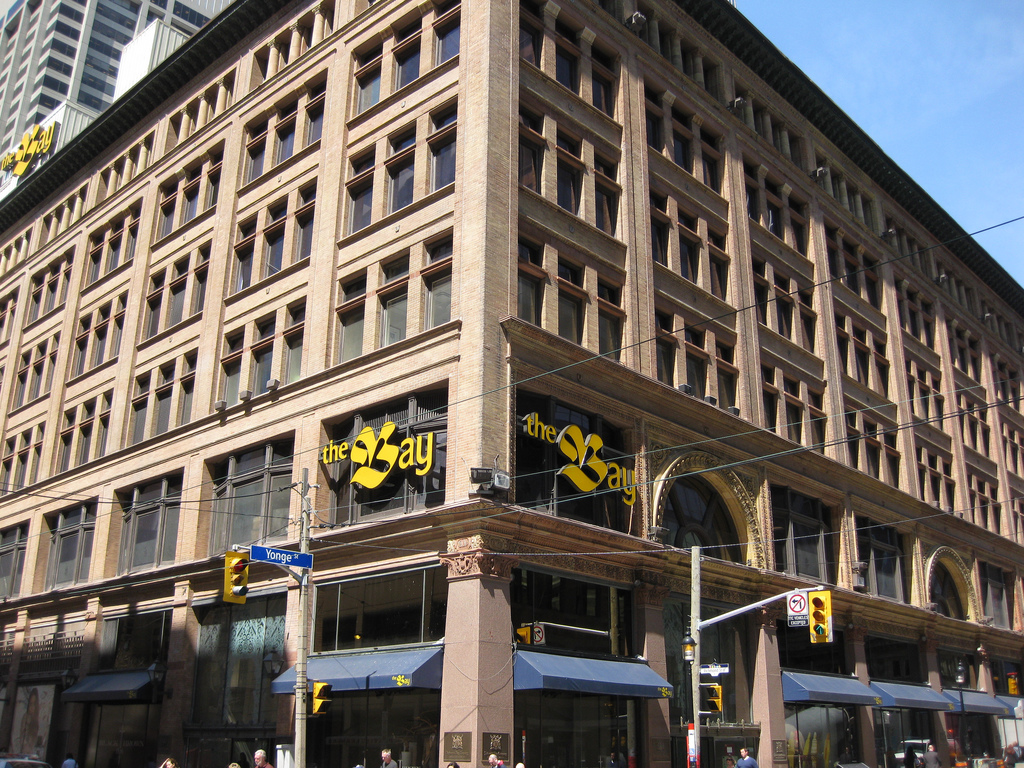
Flagshipstore in Downtown Toronto (2009)

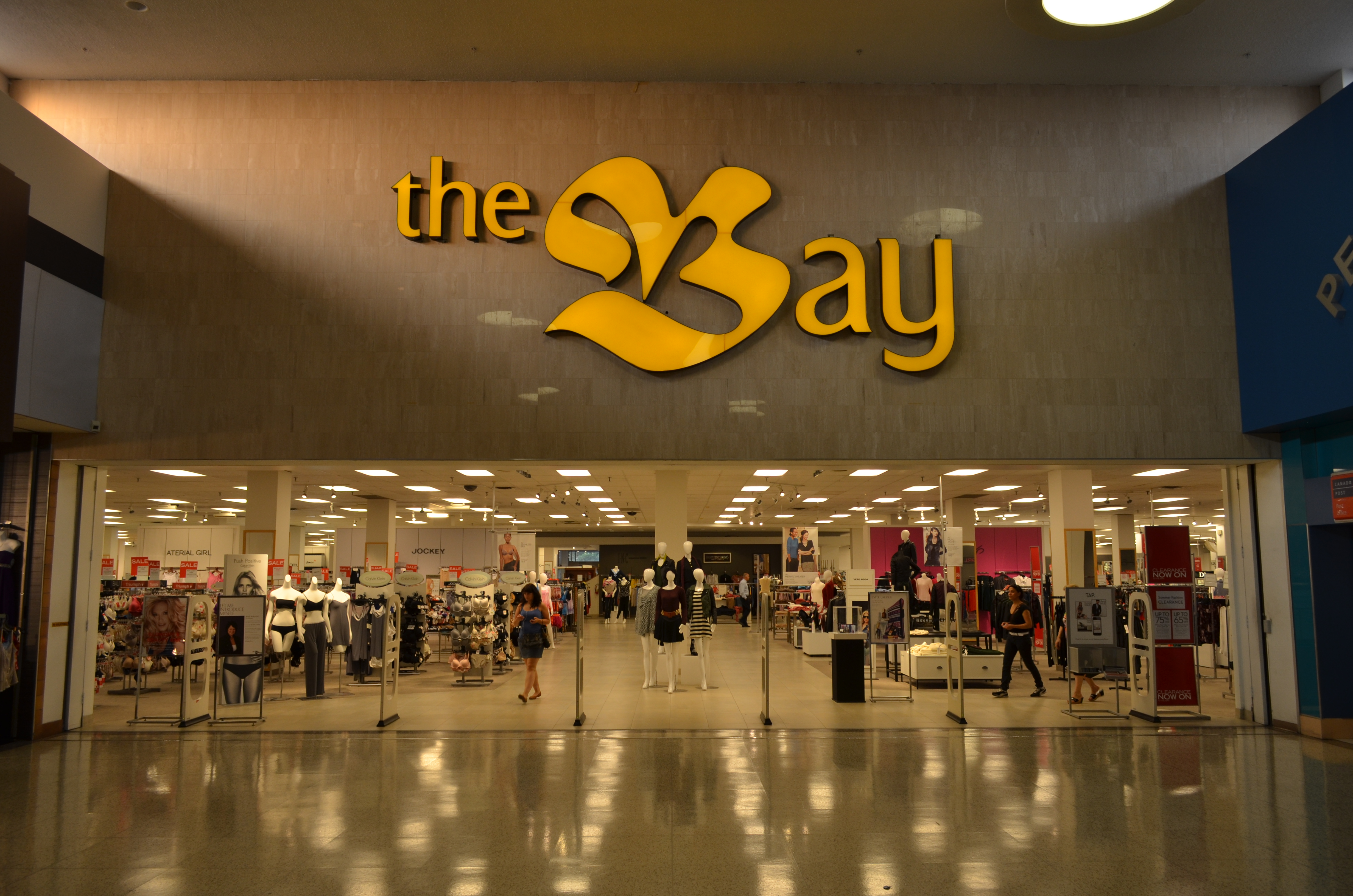
Altes Logo von 1965 bis 2013

Das erste Kaufhaus der HBC wurde 1881 in Winnipeg unter dem Namen des Mutterkonzerns Hudson’s Bay Company eröffnet. Nach und nach wurden in Westkanada weitere Kaufhäuser eröffnet, bis 1960 durch die Übernahme des aus Montreal operierenden Handelsunternehmens Morgan’s auch Kaufhäuser in Québec und Ontario dazukamen.
1965 wurde der bis dahin als Spitzname existierende Name The Bay als Markenname für die Kaufhäuser außerhalb Québecs übernommen und die Marketingagentur Lippincott engagiert, um ein passendes Logo zu erstellen. 1972 folgten dann auch die Niederlassungen in Québec.
Die Übernahmen von Simpsons (1991) und Woodward's (1993) vergrößerten abermals die Zahl der Kaufhäuser.
In den 1990ern und 2000ern kam The Bay ähnlich wie viele andere Kaufhausketten zunehmend in finanzielle Schwierigkeiten. Nach der Übernahme des Mutterkonzerns durch den US-amerikanischen Investor NRDC Equity Partners wurde Bonnie Brooks als CEO der Handelskette eingesetzt und eine Rundum-Erneuerung der Kaufhäuser angekündigt. Zudem wurden einige Kaufhäuser in Lord & Taylor umbenannt, der Marke des neuen Eigentümers im Hochpreis-Segment, die zuvor nur in den USA auftrat.
Während des Börsengangs 2012 wurde dann auch ein Rebranding der Handelskette angekündigt, um mehr auf die historischen Wurzeln des Unternehmens hinzuweisen. Im März 2013 wurde der neue Name Hudson's Bay/La Baie d’Hudson offiziell vorgestellt.
Am 15. Juni 2015 gab die Metro AG bekannt, die Handelskette Galeria Kaufhof für 2,8 Mrd. Euro an Hudson’s Bay Company zu verkaufen.
Im September 2018 wurde bekannt, dass die Hudson Bay Company die angeschlagenen Kaufhauskette Galeria Kaufhof in ein Joint Venture mit der österreichischen Signa Holding einbringen wolle, die bereits in den Jahren zuvor erfolgreich die insolvente Kaufhauskette Karstadt saniert hat. Der Zusammenschluss war zu dem Zeitpunkt jedoch noch nicht von der Wettbewerbsbehörde genehmigt. Zum neuen gemeinsamen Unternehmen von Signa und Hudson’s Bay Company (HBC) würden dann die Galeria Kaufhof, die Karstadt Warenhaus GmbH, das gesamte Einzelhandelsgeschäft von HBC Europe (Saks OFF 5TH, Galeria Inno in Belgien, Hudson's Bay in den Niederlanden) und auch Karstadt Sports sowie der gesamte Lebensmittel- und Gastronomiebereich beider Unternehmen gehören.
Im März 2025 teilte das Mutterunternehmen Hudson’s Bay Company mit, dass Restrukturierungsbemühungen gemäß dem kanadischen Companies Creditors Arrangement Act bisher weitgehend gescheitert seien und beantragte beim Ontario Superior Court of Justice Gläubigerschutz. Nach derzeitiger Sachlage müsse voraussichtlich das gesamte Unternehmen liquidiert werden.